# Euproctis acodes
Euproctis acodes är en fjärilsart som beskrevs av Collenette 1932. Euproctis acodes ingår i släktet Euproctis och familjen tofsspinnare. Inga underarter finns listade i Catalogue of Life.